# MuseumsQuartier

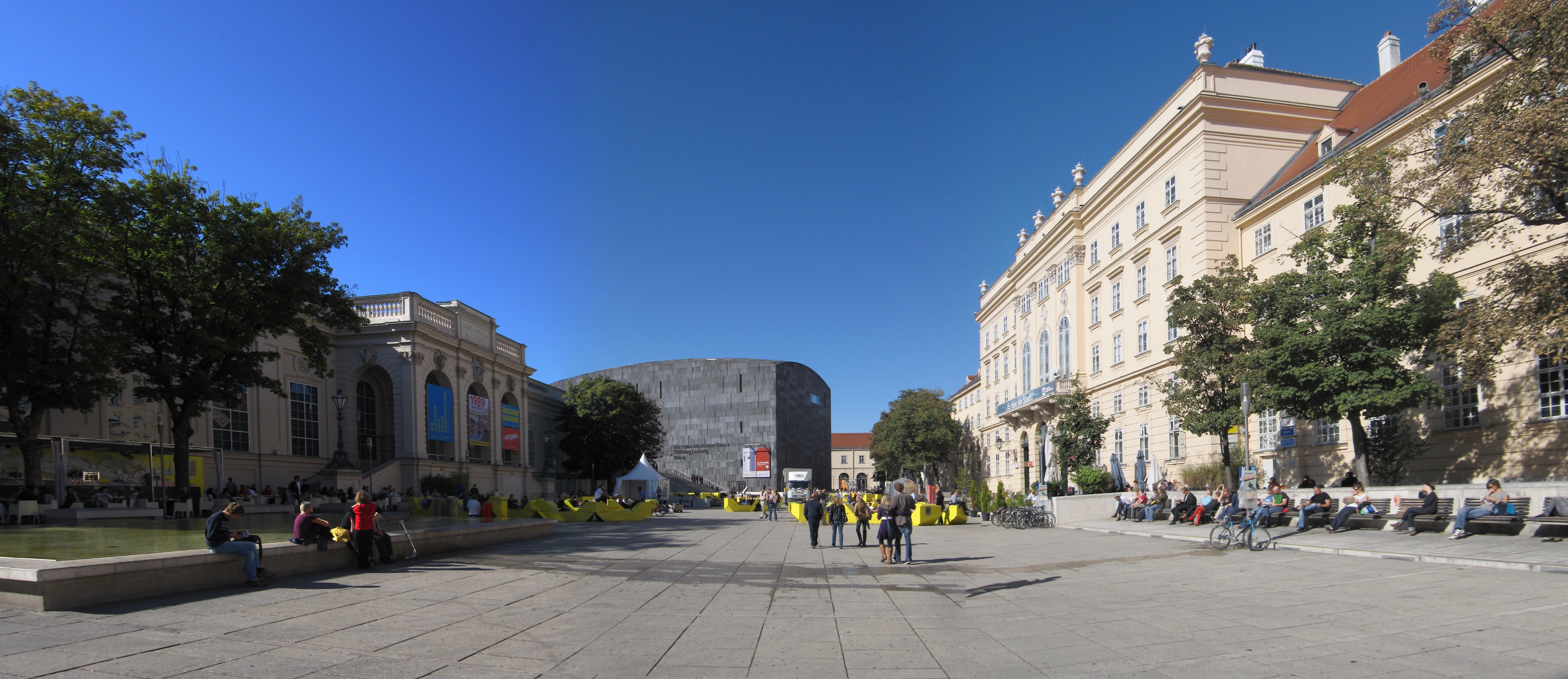
Vnitřní nádvoří

MuseumsQuartier, zkráceně MQ, je kulturně-muzejní areál s rozlohou 60 000 m². Nachází se v 7. vídeňském obvodu Neubau v blízkosti centra města. Areál obsahuje původní barokní stavby Dvorské jízdárny a budovy moderní architektury architektů bratrů Lauridse a Manfreda Ortnerových. Areál se nachází v sousedství Přírodovědného muzea a Uměleckohistorického muzea.
V době otevření byl MuseumsQuartier osmým největším kulturním areálem světa. Nacházejí se zde
- MUMOK (Muzeum moderního umění nadace Ludwigových Vídeň)
- Muzeum Leopoldových,
- výstavní síň Kunsthalle Wien,
- vídeňské centrum architektury Architekturzentrum Wien,
- taneční centrum Tanzquartier Wien,
- Džungle Vídeň, divadlo mladého publika,
- Dětské muzeum ZOOM,
- wienXtra-kinderinfo (informace zvlášť pro děti a rodiny),
- hala Halle E+G, určená pro hudbu a divadlo

## Historie areálu
Komplex budov před vídeňskými hradbami vznikl na příkaz císaře Karla VI., který roku 1713 pověřil stavitele Johanna Bernharda Fischera vybudováním císařské jízdárny schopné pojmout 600 koní a 200 kočárů. Stavbu dokončil teprve roku 1725 architektův syn Josef, avšak po redukci původního velkolepého plánu (nerealizován zůstal například cirk pro závody koňských spřežení či bazén pro plavení koní). Komplex byl znám jako Španělská jízdárna (Spanischer Stall), později jako Dvorská jízdárna (Hofstallungen). Vzhledem ke zranitelné poloze před městskými hradbami, byl areál těžce poškozen během napoleonských válek a znovu během revolučního roku 1848.
Rozmachem motorismu na přelomu 19./20. století přestal rozlehlý areál sloužit svému účelu a od roku 1921 začal být využíván společností Wiener Messe AG k pořádání vídeňských veletrhů. Postupně se pro areál vžilo nové označení: Veletržní palác (Messepalast) a k tomuto účelu s přestávkami sloužil až do 90. let 20. století. V době nacismu sloužil k velkým propagačním akcím režimu (například výstava Sovětský ráj), po válce část komplexu sloužila okupačním armádám (například americká okupační armáda zde zřídila velkou basketbalovou halu. Mezi tradiční akce patřívaly Mezinárodní výstavy poštovních známek a pravidelně se zde konávaly také koncerty. Od konce 70. let přestával areál vyhovovat potřebám vystavovatelů a uvažovalo se o jeho přebudování na konferenční centrum. Společnost Wiener Messe AG opustila areál roku 1995 a posléze bylo rozhodnuto o jeho přebudování k muzejním účelům. MuseumsQuartier byl zpřístupněn veřejnosti v roce 2001.